# Дельтапланерный спорт
Дельтапланерный спорт (дельтапланеризм) — разновидность авиационного спорта с использованием дельтапланов.
Дельтапланерный спорт зародился в США в 1951 году. Международная комиссия по дельтапланеризму (SIVL), основанная в 1976 году, входит в ФАИ (см. планёрный спорт). Чемпионаты мира и Европы проводятся с 1976 и 1977 года соответственно (поочерёдно). В дельтапланерном спорте различаются следующие виды полётов: на дальность, до цели, на выигрыш высоты, на скорость, продолжительность, достижение максимальной абсолютной высоты.
В СССР свободные (не буксирные) полёты на дельтапланах начались с 1972 года, а в 1976 году в посёлке Славское Львовской области, на горе Тростян, был проведён первый всесоюзный слёт дельтапланеристов, который собрал 25 спортсменов из 11 городов России, Украины и Латвии. В 1978 году была основана Федерация дельтапланерного спорта СССР. В 1981 году близ города Кызыл состоялся 1-й чемпионат СССР. В 1992 году в Алма-Ате прошёл чемпионат СНГ по дельтапланерному спорту. В современной России ежегодно проводится открытый чемпионат по дельтапланерному спорту.